# Collines
Collines é um departamento do Benim. Sua capital é a cidade de Savalou.

## Comunas
|  | - Bantè - Dassa-Zoumé - Glazoué - Ouèssè - Savalou - Savé |

## Demografia
| 2002   | 2013   | Taxa de variação intercensitária |
| 535923 | 717477 | 2,62%                            |